# クレイトン・ブラザーズ・クインテット
クレイトン・ブラザーズ・クインテット（Clayton Brothers Quintet）は、サックス・プレイヤーのジェフ・クレイトンのアイディアで結成された。ジェフによると、30年近く前にお互いが好むフォーマットをサポートすることをグラミー賞受賞者でもある兄のジョン・クレイトンと同意した。ジェフの小規模バンドへの情熱がクレイトン・ブラザーズ・クインテットの結成に繋がった。ジョンのビッグ・バンドへの思いはドラム・プレイヤーのジェフ・ハミルトンと共にクレイトン＝ハミルトン・ジャズ・オーケストラを結成した。(ジェフもまたバンドメンバーである。）クレイトン・ブラザーズ・クインテットの現・バンドメンバーはクレイトン兄弟、ジョンの息子のジェラルド・クレイトン（ピアノ）、オベード・キャルヴェア（ドラム）とテレル・スタッフォード（トランペット）。彼らの最新アルバムは2008年の11月にArtistShareからリリースされた。

## メイン・バンドメンバー

### ジェフ・クレイトン
ジェフ・クレイトンは、主にアルト・サックス、オーボエ、そしてフレンチ・ホーンやフルートなどのリード楽器を担当。スティーヴィー・ワンダーをはじめ、グラディス・ナイト、ケニー・ロジャース、マイケル・ジャクソン、チャカ・カーン、クイーン・ラティファ、パティ・ラベル、アース・ウィンド・アンド・ファイアー、マドンナ、ジャスティン・ティンバーレイク、クインシー・ジョーンズなど数々の有名なミュージシャンと共演・レコーディングをしたことがある。また、ジャズ界で有名なアーティスト、フランク・シナトラやエラ・フィッツジェラルドなどとも共演したことがある。

### ジョン・クレイトン
ジョン・クレイトンは、ベーシストにして作曲家、編曲家、指揮者でもある。1998年から2001年にかけてthe Los Angeles Philharmonicでthe Artistic Director of Jazzをしていた。彼の作曲または編曲した作品はNARAにも認められ多数のグラミー賞にノミネートされた。2008年には彼が編曲したクイーン・ラティファの『I'm　Gonna Live Till I　Die』が、Instrumental Arrangement Accompanying Vocalist(s)というカテゴリーでグラミー賞を受賞した。ナンシー・ウィルソンや、レイ・ブラウン、クインシー・ジョーンズ、ナタリー・コール、ダイアナ・クラール、ホイットニー・ヒューストンなどの作曲または編曲を担当した。

## ディスコグラフィ

### アルバム
- It's All in the Family (1980年、Concord)
- The Music (1991年、Capri)
- Expressions (1997年、Warner Bros)
- Siblingity (2000年、Warner Bros)
- Back in the Swing oh Things (2005年、Sindrome)
- Brother to Brother (2008年、ArtistShare)
- The Gathering (2012年、ArtistShare)
- Soul Brothers (2016年、ArtistShare)

## Brother to Brother

### ArtistShareプロジェクト -Brother to Brother
ArtistShareは「クラウド・ファウンディング (ファン投資)」プロジェクトとして名を知られている。クレイトン・ブラザーズはプロジェクトについての動画、オーディオ・インタビュー、ダウンロード、画像などユニークな参加オファーをファンに提供するためにArtistShareに参画した。参加者がより多く投資した場合、参加者宛てにサイン入りCD、アーティストによるアルバムのリスニング・ガイド、アーティストの好みの音楽付きiPod、バックステージ・パス付きコンサート・チケットなどが提供される。

### 批評
アルバム『Brother to Brother』は、高評価するレビューを受けている。
- The Skanner
- New York Times
- Hartford Courant
- Jazz Review
- Jazz.com
- The Providence American
- Buffalo News
- Cabaret Exchange